# Siatum
Siatum là một vương tử sống vào thời kỳ Vương triều thứ 18 trong lịch sử Ai Cập cổ đại. Ông có thể là một người con trai của Pharaon Thutmose IV, cũng tức là anh em (khác mẹ) với Pharaon Amenhotep III.

## Chứng thực
Sự tồn tại của cái tên Siatum được biết đến qua hai nguồn chứng thực. Trên tấm gỗ thuộc xác ướp của Nebetia, một nữ nhân thuộc vương thất, có ghi rằng bà là con gái của một vị vương tử tên Siatum. Nebetia được cải táng trong một ngôi mộ tạm ở nghĩa trang Sheikh Abd el-Qurna, mà trên tường có dấu ấn của Pharaon Amenhotep III.
Ngoài ra, phù điêu trên một phiến đá từ mộ của Meryre, một quan viên trông coi của cải trong cung, có khắc họa hình ảnh vương tử Siatum đang ngồi trên đùi ông, cho thấy Meryre là gia sư của vị này. Về kiểu cách trang trí, bức phù điêu rõ ràng có niên đại từ thời pharaon Amenhotep III (mặc dù không có tên của pharaon nào khắc trên mộ), nhưng hình ảnh thể hiện như vậy không có nghĩa là người con đó của pharaon thực sự còn là trẻ nhỏ vào thời điểm hoạt cảnh được chạm khắc, chỉ đơn thuần là chủ nhân ngôi mộ muốn tái hiện lại một khoảnh khắc trong sự nghiệp của mình. Vì vậy, không loại trừ khả năng Siatum là một người con trai khác của Thutmose IV, đặc biệt khi tên của vị vương tử này lại tương ứng với một phần tên Horus của Thutmose.